# ديبورا هيرولد
ديبورا هيرولد (بالهندية: डेबोराह हेरोल्ड؛ بالإنجليزية: Deborah Herold) هي دراجة هندية، ولدت في 18 فبراير 1995 في أبردين في المملكة المتحدة.

## وصلات خارجية
- ديبورا هيرولد على موقع أرشيف الدراجات (الإنجليزية)